# Galtabäck-Schiff
Als Galtabäck-Schiff (schwedisch Galtabäcksbåten oder Galtabäcksskeppet) werden zwei hochmittelalterliche Schiffswracks aus dem 12. Jahrhundert bezeichnet, die bei Galtabäck südlich von Varberg in der Provinz Hallands län in Schweden gefunden wurden.
Das geborgene Schiff Galtabäck 1 befindet sich heute im Båtmuseet Galtabäck, einer Außenstelle des Hallands kulturhistoriska museet (Kulturhistorisches Museum von Halland) in Varberg. Das Schiff Galtabäck 2 wurde durch Grabung erschlossen, befindet sich aber weiterhin in situ.

## Galtabäck 1
Das Wrack wurde 1928 von einem Bauer bei der Anlage eines Grabens in einem Acker gefunden. Der Finder, ein ehemaliger Seemann, benachrichtigte die zuständigen Behörden, die unter Leitung von Arvid Enqvist eine archäologische Untersuchung durchführten und das Wrack bargen. Da der Fund beim Eintreffen der Ausgräber bereits weitgehend freigelegt worden war, schränkte dies die Möglichkeiten zur Untersuchung und Datierung stark ein. Das Schiff wurde nach Göteborg gebracht und im dortigen Seefahrtsmuseum untersucht, rekonstruiert und ausgestellt.
Für die geologische Untersuchung und die Datierung war der Geologe Lennart von Post verantwortlich. Anhand einer Pollenanalyse datierte er das Schiff auf das fünfte Jahrhundert n. Chr., womit es das älteste bekannte Segelschiff in Nordeuropa gewesen wäre. Diese Deutung, die auch vom Ethnologen Philbert Humbla aufgegriffen wurde, sorgte für großes Aufsehen, blieb aber nicht unwidersprochen; es folgten unter anderem Deutungen als Römerschiff oder Übergangsstadium zwischen Ruderboot und Segelschiff.
In den 1940er Jahren untersuchte Harald Åkerlund den Fund erneut. Er ordnete es anhand der Bauweise und von Sägeblattspuren ins frühe Hochmittelalter ein und schlug eine westeuropäische Herkunft vor. Eine C-14-Untersuchung in den 1970er Jahren unterstützte seine Datierung. 1998 wurden die Teile des Schiffs dendrochronologisch untersucht. Der jüngste nachweisbare Jahresring datiert von 1174, unter Berücksichtigung der beim Schiffsbau notwendigen Holzbearbeitung wurde das Baujahr auf 1195 geschätzt. Das verwendete Eichenholz stammt von der schwedischen Westküste.
Vom Schiff erhalten hat sich der 9,1 m lange T-förmige Kiel; daneben fanden sich Reste von 17 der 21 Spanten und von etwa 14 in Klinkerbauweise angebrachten Planken, die durch eiserne Nieten verbunden wurden. Die Gesamtlänge des Schiffes wird auf 13,1 m geschätzt, seine Breite auf 3,6 m, womit es 70 cm kürzer und 21 cm breiter als das „Wrack 3“ von Skuldelev gewesen wäre, einer so genannten Ostsee-Knorr. Auch Galtabäck 1 wird als Handelsschiff eingeordnet.
Auf Basis der Befunde zu Galtabäck 1 wurde zwischen 2005 und 2007 eine schwimm- und segelfähige Rekonstruktion in Originalgröße erstellt, die Galten.

## Galtabäck 2
Entdeckt wurde das Schiff 1908 durch einen Bauer, der eine Drainage anlegen wollte. Das gefundene Holz verwendete er als Brennstoff. Erst als 1928 das Schiff Galtabäck I geborgen wurde, erkannte der Bauer die Bedeutung seines Fundes und benachrichtigte die Archäologen. Da diese bei der Bergung des anderen Schiffes unter Zeitdruck standen, gruben sie lediglich einen Sondierungsschacht. Nachdem sie festgestellt hatten, dass Galtabäck 2 vom gleichen Typ wie Galtabäck 1 war, allerdings besser gebaut und in besserem Zustand, wurde der Schacht geschlossen. Eine fachliche Dokumentation der Funde unterblieb.
Erst 1998 wurde die Fundstelle erneut untersucht, um einen besseren Eindruck vom Wrack zu gewinnen. Dazu wurde ein Schacht im vermuteten Mittelbereich des Schiffs gegraben. Freigelegt wurde ein Teil der Bordwand mit drei Spanten, dem Mastfuß und einem Abschnitt des Kiels. Bei der Grabung wurde Getreide gefunden, vermutlich ein Teil der ehemaligen Fracht.